# Goidanichium
Goidanichium is een geslacht van vliesvleugeligen uit de familie Pteromalidae. De wetenschappelijke naam van dit geslacht is voor het eerst geldig gepubliceerd in 1970 door Boucek.

## Soorten
Het geslacht Goidanichium is monotypisch en omvat slechts de volgende soort:
- Goidanichium atrum Boucek, 1970